# Radiotelevizijski odašiljač Mirkovica
Radiotelevizijski odašiljač Mirkovica smješten je na 1286 metra visokom vrhu planine Mirkovice, koji se nalazi u središnjem dijelu Gorskog kotara na tromeđi triju šumarija Hrvatskih šuma: Ravna Gora, Vrbovsko i Gomirje. 	
U blizini objekta s južne strane nalazi se poznati Hrvatski olimpijski centar Bjelolasica (od Ogulina 27 km) sa skijaškim stazama na istoimenoj planini visokoj 1535 m. Razvijen je zimski turizam (skijanje – ukupno 7 staza, teška, srednje teška, laka ukupne duljine 2 800 m), te ljetni turizam – pripreme sportskih ekipa i dr.). Za vrijeme lijepog vremena, s objekta se pruža prekrasan pogled na Velebit, Učku, Klek te čak i početke Alpa. Objekt okružuje crnogorična i bjelogorična šuma u kojoj borave razne vrste divljači (lisice, srne, medvjedi, divlje svinje i dr. ) što pogoduje razvoju lovnog turizma.
Objekt je počeo s emitiranjem samo jednog TV programa 1965. godine. Razvojem tehnologije 1981. godine sagrađen je novi pogon s moderniziranim odašiljačima i većim antenskim stupom emitirajući dva TV programa. U tijeku Domovinskog rata objekt je bio raketiran i oštećen četiri puta, te je u dva navrata izvršen pješački napad. Nakon Domovinskog rata pristupilo se obnovi objekta, koji je sada u punoj funkcionalnosti.
Danas se s Mirkovice odašilju programi digitalne televizije i FM radija a odašiljač je putem digitalnog sustava mikrovalnih veza povezan s ostalim odašiljačima u svojoj blizini. U prostoru objekta nalaze se najnoviji digitalni odašiljači za emitiranje tri digitalna multipleksa digitalne televizije, te četiri odašiljača za emitiranje radio programa.

## Emitirani programi
Radiotelevizijski odašiljač Mirkovica emitira četiri radio stanice na FM području, te tri digitalna multipleksa digitalne zemaljske televizije na UHF području.
| Frekvencija (MHz) | Program                       | RDS PS   | RDS PI | ERP (kW) | Dijagram zračenja kružno (ND) usmjereno (D) | Polarizacija vodoravna (H) okomita (V) |
| ----------------- | ----------------------------- | -------- | ------ | -------- | ------------------------------------------- | -------------------------------------- |
| 91,3              | Hrvatski radio - 1. program   | HRT-HR_1 | C201   | 30       | -                                           | H/V                                    |
| 93,3              | Hrvatski radio - 2. program   | HRT-HR_2 | C202   | 30       | -                                           | H/V                                    |
| 102,7             | Hrvatski radio - Radio Rijeka | HRT-RI__ | C319   | 30       | -                                           | H/V                                    |
| 106,1             | Narodni radio                 | narodni_ | C206   | 30       | -                                           | H/V                                    |

| Kanal | Frekvencija (MHz) | Multipleks | Programi u multipleksu                                                                | ERP (kW) | Dijagram zračenja kružno (ND) usmjereno (D) | Polarizacija vodoravna (H) okomita (V) | Modulacija | FEC | Zaštitni interval | Bitrate (MBit/s) |
| ----- | ----------------- | ---------- | ------------------------------------------------------------------------------------- | -------- | ------------------------------------------- | -------------------------------------- | ---------- | --- | ----------------- | ---------------- |
| 30    | 546000            | MUX M1     | - HTV1 HD - HTV2 HD - RTL HD - NOVA TV HD - HTV3 HD - HTV4 HD - RTL 2 HD - Doma TV HD | 39,8     | D (280°-180°) (gušenje 210°-250°/10 dB)     | H                                      | 64-QAM     | 2/3 | 19/256            | 27,30            |
| 46    | 658000            | MUX M2     | - Sportska televizija HD - RTL KOCKICA HD - CMC HD - DVB-T2 info HD - EVOtv info      | 39,8     | D (280°-180°) (gušenje 210°-250°/10 dB)     | H                                      | 256-QAM    | 2/3 | 19/256            | 36,52            |